# Maps.me
Maps.me (estilizado como 'MAPS.ME') (anteriormente denominado MapsWithMe) é um aplicativo móvel para Android, iOS e BlackBerry que fornece mapas off-line usando dados do OpenStreetMap. Em novembro de 2014, foi adquirida pelo Mail.Ru Group e tornou-se parte de sua marca My.com. Em setembro de 2015, o aplicativo era de código aberto. Primeiro, toda a equipe desenvolveu um aplicativo na Bielorrússia e na Suíça. A Maps.me foi fundada por Yury Melnichek, Alexander Borsuk e Viktor Govako. Sob a liderança de Alexander, o MapsWithMe tem seus primeiros 2,5 milhões de usuários em todo o mundo. Yury Melnichek liderou o projeto de novembro de 2013 a abril de 2016, quando Evgeny Lisovskiy assumiu. No início de 2017, a filosofia do aplicativo mudou, levando-o a ser apoiado por anúncios discretos.

## Características
- Dados do mapa off-line (formato compactado personalizado)[7] atualizados aproximadamente 1 a 2 vezes por mês
- Suporte GPS
- Pesquisa off-line (por nome, endereço, categoria e coordenadas)
- Rotas off-line para carros e a pé
- Editor de mapas
- Favoritos
- Modo de seguimento automático
- Localização e compartilhamento de favoritos
- Importação de KML

## Aquisição pelo Mail.ru Group
O aplicativo foi desenvolvido inicialmente pela MapsWithMe GmbH, sediada em Zurique, com um escritório de desenvolvimento em Minsk.
Em 2012, o MapsWithMe ficou em primeiro lugar na competição Startup Monthly em Vilnius. A equipe ganhou um estágio de nove semanas no Vale do Silício como prêmio.
Em novembro de 2014, o Maps.me foi adquirido pelo Mail.Ru Group por 542 milhões de rublos (cerca de US$ 14 milhões na época) para ser integrado ao My.com, e o aplicativo foi feito gratuitamente. A equipe de engenharia foi transferida para o escritório do Mail.Ru Group em Moscovo para continuar trabalhando no projeto.
Em 2019, sua receita atingiu 159 milhões de rublos (US$ 2,5 milhões) com uma perda de EBITDA de 25 milhões de rublos (US$ 3,9 milhões).
Em 2 de novembro de 2020, Daegu Limited comprou Maps.me por 1,56 bilhões de rublos russos (cerca de US$ 20 milhões na taxa de câmbio de 2020).

## Fonte de dados e tecnologias
Todos os dados do mapa para Maps.me são retirados do OpenStreetMap, um projeto colaborativo para criar um mapa editável gratuito do mundo. Além disso, os hotéis são oferecidos em parceria com a Booking.com.
Tecnologias utilizadas no aplicativo:
- C++
- Objective-C
- Java
- Android NDK
- Qt
- OpenGL ES

## IPA
O Maps.me fornece uma Interface de programação de aplicações gratuita para desenvolvedores para uso comercial e pessoal.

## YotaPhone
Em 2013, os desenvolvedores do YotaPhone, um smartphone russo com 2 monitores (LCD frontal, e-ink traseiro), solicitaram que o MapsWithMe desenvolvesse uma versão do aplicativo especialmente para a exibição de tinta eletrônica do dispositivo. O MapsWithMe lançou uma versão especial do aplicativo otimizada para telas de cores e e-ink do smartphone.
A tela principal permite que os usuários vejam mapas de todos os países, colem pinos no mapa e encontrem sua localização. Em seguida, é possível mover os mapas para o visor de tinta eletrônica para usar o mapa no modo de economia de energia.
Atualmente, o suporte do YotaPhone está excluído dos últimos lançamentos (em 4 de maio de 2016).